# Juan Pedro Muñoz Ortiz
|  | Aquest article tracta sobre el jugador d'handbol. Si cerqueu la revista, vegeu «Papitu». |

Juan Pedro Muñoz Ortiz, més conegut com a Papitu (Leganés, octubre de 1962), és un exjugador d'handbol madrileny, que va militar durant la seva carrera esportiva en diversos dels clubs més importants de la lliga espanyola, com ara el FC Barcelona, l'Atlético de Madrid BM, el Teka de Santander o el Club Balonmano Ciudad Real.
Papitu, va assolir gairebé tots els seus títols amb el mític FC Barcelona, amb el qual es va proclamar Campió d'Europa, 2 vegades Campió de la Recopa d'Europa, 4 vegades Campió de Lliga, 4 vegades Campió de la Copa del Rei, 2 vegades Campió de la Supercopa d'Espanya i 1 vegada Campió de la Copa Asobal. Posteriorment aconseguiria una altra Copa Asobal amb el Teka de Santander.
A més, Papitu va ser 72 vegades internacional absolut amb la selecció espanyola, amb la qual va aconseguir 153 gols.

## Clubs
- FC Barcelona
- Atlético de Madrid BM
- Teka de Santander
- Club Balonmano Ciudad Real
- Club Balonmano Guadalajara
- B.M. Puente Genil